# أري كليمنته
أري كليمنته (بالبرتغالية: Ari Clemente‏) (7 يناير 1939 بساو باولو في البرازيل - ) هو لاعب كرة قدم برازيلي في مركز الدفاع. لعب مع نادي كورينثيانز.

## وصلات خارجية
- أري كليمنته على موقع قاعدة بيانات كرة القدم.إي يو (الإنجليزية)
- أري كليمنته على موقع ناشيونال فوتبول تيمز (الإنجليزية)